# 7393 Луґінбель
7393 Луґінбель (7393 Luginbuhl) — астероїд головного поясу, відкритий 28 вересня 1984 року.
Тіссеранів параметр щодо Юпітера — 3,599.